# Facultad de Filosofía de la Universidad Comenius
La Facultad de Filosofía de la Universidad Comenius de Bratislava (en eslovaco: Filozofická fakulta Univerzity Komenského v Bratislave) fue fundada en 1921 y contiene varios departamentos académicos.

## Estudios románicos
El Departamento de Estudios Románicos (en eslovaco: Katedra romanistiky) en su forma actual existe desde 1991. Las lenguas romances aparecieron bajo el nombre común en 1957, cuando formaban parte del Departamento de Filología Románica y Arqueología Clásica. En 1962 se crea el Departamento de Filología Clásica, Románica y Semítica que, además de cambios coyunturales (Departamento de Filología Románica Moderna Departamento de Filología Románica, Departamento de Lengua y Literatura Francesa, Departamento de Filología Rumana, Española e Italiana duró hasta 1991.

## Periodismo

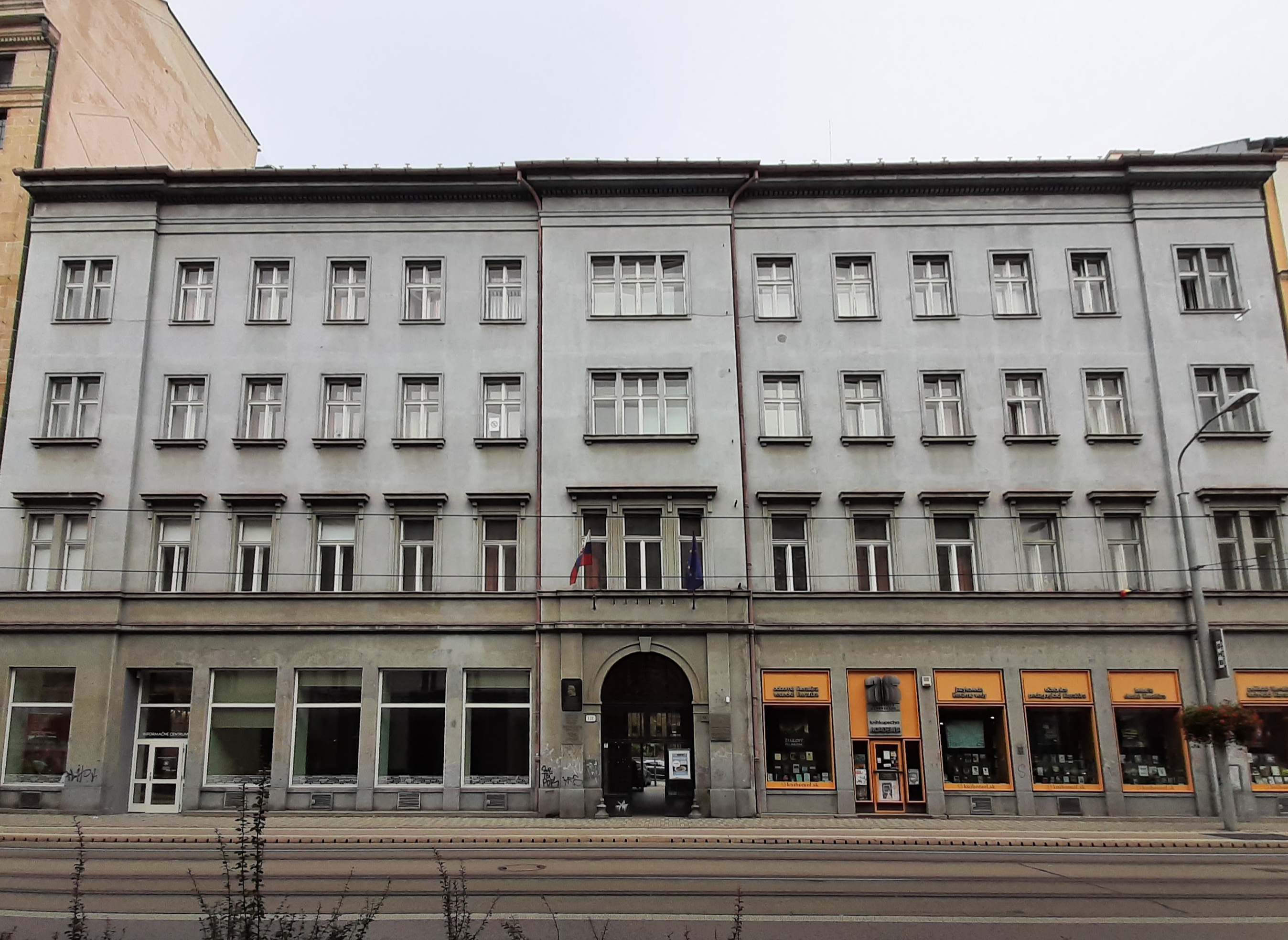
El edificio de departamento en Štúrova 9

El Departamento de Periodismo (en eslovaco: Katedra žurnalistiky) se formó en 1992 con la fusión de tres departamentos más antiguos. Alternativamente, se puede remontar a 1952 cuando fue nombrado Departamento de Periodismo y Biblioteconomía (en eslovaco: Katedra novinárstva a knihovníctva).
El Presidente del Departamento de Periodismo es Ján Hacek, PhD.

## Otras lecturas
- Slobodník, Martin; Glossová, Marta (2017). 95 rokov Filozofickej fakulty UK : Pohľad do dejín inštitúcie a jej akademickej obce. Bratislava: Univerzita Komenského v Bratislave. p. 556. ISBN 978-80-223-4390-9.

- Datos: Q12765841